# Jarluty Małe
Jarluty Małe es un pueblo de Mazovia, en Polonia.  Se encuentra en el distrito (Gmina), de Regimin, perteneciente al condado (Powiat), de Ciechanów. Se encuentra aproximadamente 7 km al noroeste de Regimin, 16 km al noroeste de Ciechanów y 92 km  al norte de Varsovia. 
Entre 1975 y 1998 perteneció al voivodato de Ciechanów.